# Pseudopanurgus aestivalis
Pseudopanurgus aestivalis là một loài Hymenoptera trong họ Andrenidae. Loài này được Provancher mô tả khoa học năm 1882.